# Celícolas
Los celícolas son adoradores del Cielo o de los astros
Los celícolas son herejes que hacia el año 408 fueron condenados por rescriptos particulares del emperador Honorio y colocados en el número de los paganos. Como en el Código teodosiano se encuentran bajo el mismo título que los judíos, se cree que por Celícolas se quiso designar los apóstatas que habían renunciado al cristianismo para volver al judaísmo pero que no querían ser considerados como judíos porque les parecía odioso este nombre. No estaban sujetos al pontífice de los judíos, ni al sanedrin, pero tenían superiores que llamaban mayores o ancianos. No se sabe precisamente cuáles eran sus errores.
Es evidente que los paganos llamaron también a los judíos celícolas. Juvenal dice de ellos:
Nihil praeter nubes et caeli numen adoran!
Celso, en Orígenes, lib. 1.°, n. 26, les vitupera el adorar a los ángeles. Lo repite, lib. 5, n. 6, el autor de la predicación de San Pedro citado por Orígenes, 1.13, in Joan. n. 17 y por San Clemente de Alejandría, Strom. lib. 6, c. 5, formula contra los judíos la misma acusación y entendieron por ángeles estos autores los genios o inteligencias de que creían estar animados los astros. Se prueba este hecho por un pasaje de Maimonides. 
Es verdad que más de una vez los judíos rindieron a los astros o al ejército de los cielos un culto supersticioso. Los profetas se lo han vituperado, IV Reg. c. 17, f. 16; c. 21, f. 3, 5, etc. Era la idolatría más común entre los orientales.
San Gerónimo, consultado por Alsagio sobre el pasaje de San Pablo a los Colosenses, c. 2 , v. 18
que nadie os seduzca aféctando humildad por un culto supersticioso de los ángeles
responde que el Apóstol quiere hablar del antiguo error de los judíos, que los profetas habían condenado. Pensaba este Padre que por ángeles entendía San Pablo los espíritus motores el cielo y de los astros a los cuales tanto los judíos como los paganos, habían rendido culto. Epist. 151. n. 10, Cod. Theod. lib. 12, tít. 6 de Judeis et Caticolis.